# Буци
Буци — село Старомаяківської сільської громади Березівського району Одеської області в Україні. Населення становить 126 осіб.
Село було внесено до переліку населених пунктів, які потрібно перейменувати згідно із законом «Про засудження комуністичного та націонал-соціалістичного (нацистського) тоталітарних режимів в Україні та заборону пропаганди їхньої символіки».

## Населення
Згідно з переписом УРСР 1989 року чисельність наявного населення села становила 114 осіб, з яких 55 чоловіків та 59 жінок.
За переписом населення України 2001 року в селі мешкало 125 осіб.

### Мова
Розподіл населення за рідною мовою за даними перепису 2001 року:
| Мова       | Відсоток |
| ---------- | -------- |
| українська | 76,19 %  |
| молдовська | 16,67 %  |
| російська  | 3,97 %   |
| болгарська | 2,38 %   |
| гагаузька  | 0,79 %   |